# 山ノ内駅 (京都府)

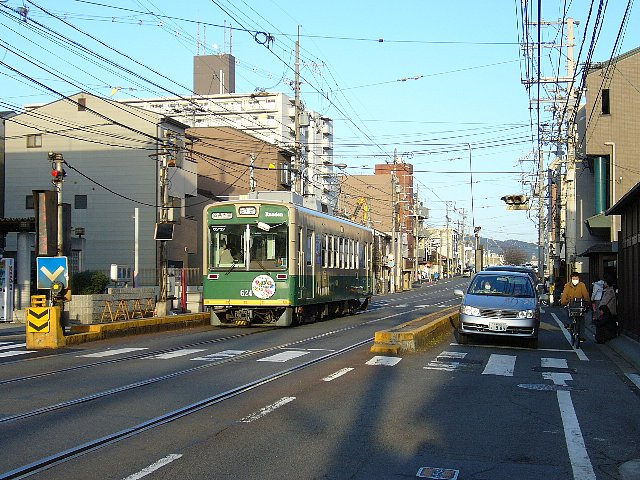
駅全景（2006年3月）

山ノ内駅（やまのうちえき）は、京都府京都市右京区山ノ内宮前町にある、京福電気鉄道嵐山本線の停留場である。駅ナンバリングはA4。

## 歴史
- 1910年（明治43年）3月25日：嵐山電車軌道の京都駅（現在の四条大宮駅） - 嵐山駅間の開業に伴い[3]、停留場開業[2][3][4]。
- 1918年（大正7年）4月2日：会社合併により京都電燈が経営する嵐山電鉄の停留場となる[3][4]。
- 1942年（昭和17年）3月2日：路線継承により京福電気鉄道の停留場となる[3][4]。

## 停留場構造

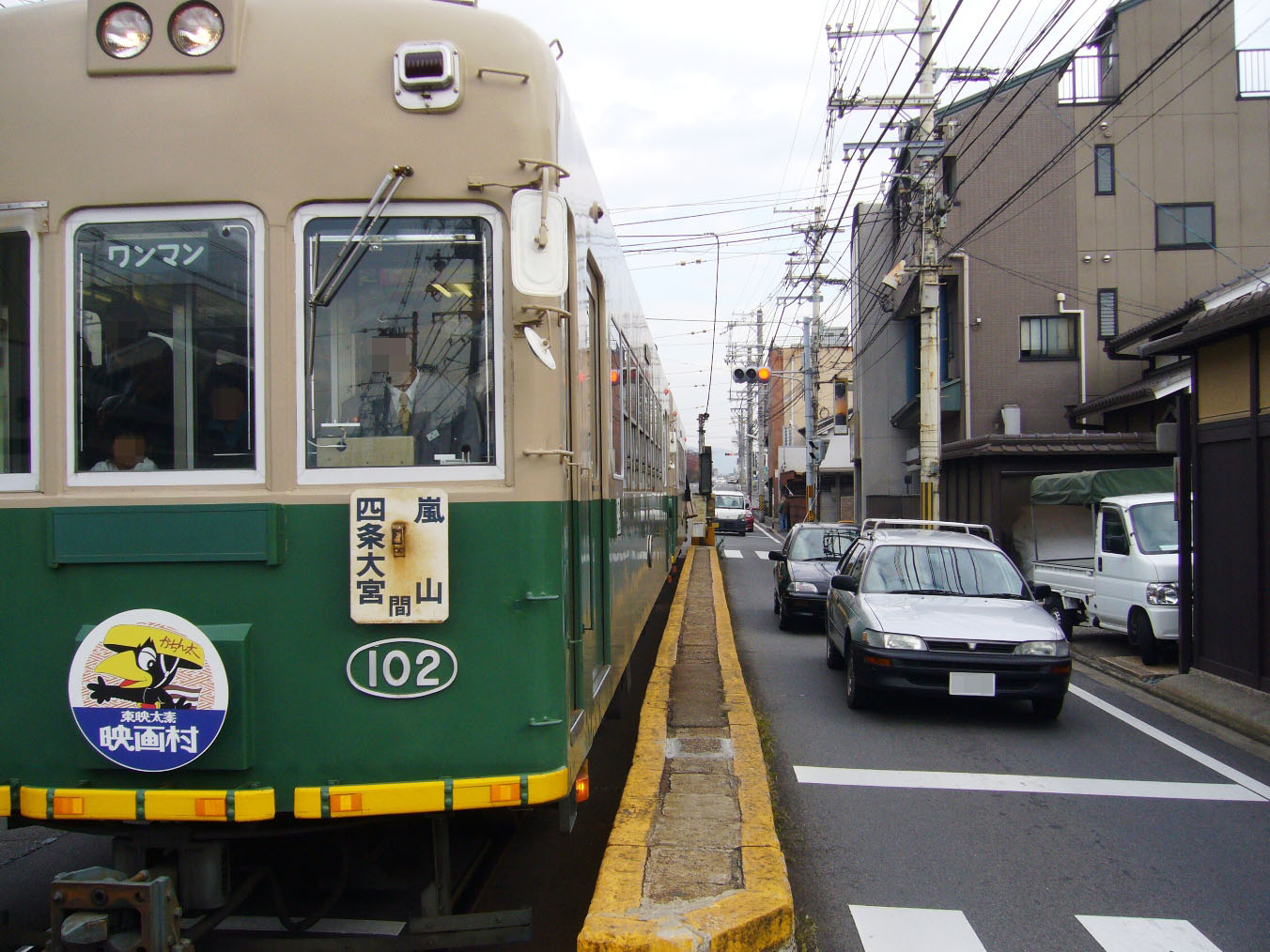
幅の狭い安全地帯（2008年11月）

安全地帯形式の相対式ホーム2面2線の構造となっている。安全地帯は幅約60 cmと狭く、「日本で一番狭いホーム」とも呼ばれている。このため、車椅子の乗降は一切不可能で、前後の駅である西大路三条か嵐電天神川を利用しなければならない。安全地帯へは横断歩道が設置されており、電車入線時に車道側の信号が赤、横断歩道側の信号が青になることで乗降車できるようになっている。ホームの構造上、そこでの電車待ちは考慮されていない。

### のりば
| のりば | 路線      | 方向 | 行先               |
| ------ | --------- | ---- | ------------------ |
| (南側) | ■嵐山本線 | 下り | 帷子ノ辻・嵐山方面 |
| (北側) | ■嵐山本線 | 上り | 四条大宮方面       |

## 停留場周辺
付近一帯はかつて延暦寺の飛び地寺領であった。山ノ内という地名は寺領であったこの地が延暦寺の山門内（=山の内）にあたる地であったことに由来する。
- 西本願寺角坊
- 中央仏教学院（浄土真宗本願寺派の僧侶を育成する専門学校）
- 京都ファミリー（ショッピングセンター）
- 三条通（京都府道112号二条停車場嵐山線）
- 日本郵便京都山ノ内郵便局

## 隣の停留場
京福電気鉄道
■嵐山本線
西大路三条駅 (A3) - 山ノ内駅 (A4) - 嵐電天神川駅 (A5)
- 括弧内は駅番号を示す。